# Олег Торсунов
Олег Генадијевич Торсунов (рус. Олег Геннадьевич Торсунов; Серов, 2. март 1965) руски је лекар и предавач источњачких здравствених терапија, физичке културе и метода лечења на Уралском државном универзитету физичке културе у Чељабинску. Његова специјалност су Веде.

## Биографија
Олег Торсунов је рођен у Русији, у уралском граду Серов, у радничкој породици. После основног образовања завршио је медицинску школу. Затим је студирао на Самарском медицинском факултету, одакле је после друге године позван у војску. Служио је као медицински инструктор. Године 1992. завршио је медицину, а затим је отишао у Индију на неколико година, где је изучавао ведску древну културу и медицину.
Торсунов је објавио низ књига као што су „Добри савети др Торсунова” (рус. Избранные лекции доктора Торсунова) о приступачним и ефикасним третманима грипа, акутних респираторних болести, ангине пекторис, бронхитиса, хипертензије, хепатитиса и других уобичајених болести. Серија књига „Закони срећног живота” (рус. Законы счастливой жизни), заснована на основним принципима хармоничног живота и древним ведским списима, постала је веома популарна. У серији књига „Веде о...”, ведско разумевање закона времена, односа и активности представљено је разумљивим језиком.
Активно се бави предавањима широм Русије, Европе и САД, и говори на радију и телевизији. Нека од предавања и неке од књига су преведени на енглески и друге језике. 2006. основао је интернет радио станицу Веда радио. Основао је и „Сарасвати” едукативни центар са циљем ширења ведског знања.
Торсунов је оснивач међународног удружења „Сатва”. Тамо његови слушаоци и читаоци могу поделити искуства у примени стеченог знања. Међународни фестивал образовања „Благост”, који је он основао, почевши од 2009. године, одржава се сваке године у пролеће и јесен у Анапи.
Торсунов је 2004. године основао дом здравља „Амрита”, који се у почетку налазио у Москви, а од 2010. године ради у близини Краснодара. Торсунов је 2015. године, у оквиру међународне конференције Савремени аспекти рехабилитације у медицини, објавио чланак „Корекција вегетативних поремећаја у условима метеоклиматске дисадаптације традиционалним и алтернативним методама регенеративне терапије”, који описује употребу минерала по Торсуновом методу. На Руској практично-научној конференцији са међународним учесницима „Рехабилитација и превенција 2015”, представљен је извештај о ефикасности примене Торсуновљевих метода.

## Почасти и награде
Међународна академија за борбу против алкохолизма Торсунову је, 2011. године, доделила научно звање професора због доприноса у борби против алкохолизма. Године 2014, добио је захвалницу Комитета јавних удружења и верских организација Руске Думе за посвећеност духовном, моралном и физичком опоравку земље. Године 2015, добио је златну медаљу Руске академије наука за допринос јачању здравља нације.

## Књиге
Торсунов је написао, сакупио и саставио следеће књиге:
- Сила карактера – ваш успех
- Развој ума (том 1 и 2)
- Закони срећног породичног живота
- Савети за лечење (томови 1-4)
- Веде о животу (томови 1-6)
- Изабрана предавања Торсунова
- Закони срећног живота (томови 1-4)
- Суптилна структура човека
- Исхрана као основа здравља и дуговечности
- Веде о деци – како васпитати добру децу ( 978-5000538845.)
- Вегетаријански рецепти др Торсунова ( 978-5000539484.)
- Победа над стресовима и животним кризама
- Живот у љубави с вољеним
- Азбука успеха без препрека и недоумица ( 978-5040956807.)
- Како заслужити своје предназначење
- Бизнис од мисије до врхунца ( 978-5041014070.)
- Имај своје снове и дејствуј
- Слушати, видети, веровати – спремање за породицу ( 978-5041032579.)
- Сила женствености, пут ка љубави
- Кључ од седам врата – освестити себе и успети
- Књига за мушкарце – бити снажан и прави
- Тражи, стварај, делуј – узрастање личности
- Извор здравља – корисне вежбе за душу и тело